# Alianza AIM
AIM era una alianza formada en 1991 entre Apple Computer, International Business Machines (IBM) y Motorola para crear un nuevo estándar de computación basado en la arquitectura de PowerPC.
La meta propuesta de la alianza era desafiar a la plataforma de computación dominante Wintel con un nuevo diseño de ordenadores y un sistema operativo de próxima generación. Se pensaba que los procesadores CISC de Intel habían puesto fin a una evolución en diseño de microprocesador, y que puesto que el RISC era el futuro, los años siguientes serían un período de gran oportunidad de negocio.
La unidad central de procesamiento (CPU) era un PowerPC, una versión de un solo chip de la CPU POWER1 de IBM. IBM y Motorola fabricarían chips PowerPC para esta nueva plataforma.
La base de la arquitectura del ordenador fue llamada PReP (por Plataforma de Referencia de PowerPC), y después denominado CHRP (por Plataforma de Referencia del Hardware Común). PReP era, de hecho, una versión modificada de la plataforma existente RS/6000 de IBM, cambiada sólo para soportar el nuevo estilo de bus del PowerPC.
Apple e IBM crearon dos nuevas compañías llamadas Taligent y Kaleida como parte de la alianza. Taligent estaba formado por un equipo de ingenieros de software de Apple para crear un sistema operativo de próxima generación, denominado "Pink", para funcionar sobre la plataforma. Kaleida debía crear un lenguaje de scripting orientado a objetos y multimedia para trabajar en plataformas cruzadas que permitiría a los desarrolladores crear nuevas clases de aplicaciones que demostrarían el poder de la plataforma.
Los esfuerzos por parte de Motorola y de IBM por popularizar PReP/CHRP fallaron cuando tanto Apple, como IBM, como Taligent no pudieron proporcionar un sistema operativo que pudiera funcionar en él. Aunque la plataforma fue apoyada finalmente por varios Unix así como Windows NT, estos sistemas operativos funcionaban generalmente del mismo modo que en el hardware basado en Intel, por lo que había muy pocas razones para utilizar los sistemas PReP. El BeBox, diseñado para correr en BeOS, usaba algo de hardware PReP, pero en su totalidad no era compatible con el estándar.
Kaleida quebró en 1995. Taligent quebró en 1998. Algunas máquinas CHRP aparecieron en 1997 y 1998 sin un destino claro. El programa de PowerPC era un éxito que salió de la alianza AIM; Apple comenzó a usar chips de PowerPC en su línea de Macintosh que comenzaba en 1994, y los chips continúan encontrando éxito en el mercado embebido también. En 2003, después de que aumentara el funcionamiento decepcionante por parte de Motorola, Apple volvió a IBM para proveerse de chips PowerPC para sus nuevos ordenadores de escritorio G5.
En noviembre de 2003, un grupo de 1100 ordenadores Apple Power Mac G5, usando 2 procesadores IBM PPC970 cada uno, logró el tercer puesto en el Top 500 de los superordenadores más rápidos del mundo.
- Datos: Q2660973